# Палата представителей Мальты
Палата представителей Мальты (англ. House of Representatives, мальт. Il-Kamra tad-Deputati) — однопалатный парламент Мальты.

## Устройство и полномочия
Парламент Мальты состоит в настоящее время из 79 депутатов (по итогам выборов 2022 года). 65 депутатов избираются на пятилетний срок в 13 избирательных округах по 5 депутатов от округа по системе единого переходящего голоса, но партии могут быть предоставлены дополнительные мандаты, чтобы привести итоговый состав депутатов в соответствие с результатами поддержки партий в масштабе всей страны. Кроме того, начиная с 2022 года, также добавляются дополнительные мандаты (но не более 12) для исправления гендерного перекоса в том случае, если доля избранных депутатов одного пола превышает 60 %. Председателем палаты является спикер, избираемый из её членов (начиная с 2013 года — Анджело Фарруджа).
Палата представителей Мальты утверждает законопроекты, состав правительства, которое формирует победившая на выборах партия страны, утверждает премьер-министра (который, как и все члены правительства, должен быть депутатом Палаты), а также избирает президента на пятилетний срок.
Начиная с 1966 года в палате заседали представители только двух крупнейших партий — консервативной Националистической и Лейбористской, что фактически создало в стране двухпартийную систему. В 11-й Палате представителей, избранной в 2008 году, Националистическая партия имеет 35 депутатов, а Лейбористская партия — 34 депутата. В созыве 2013 года лейбористы получили 39 мест, а националисты — 30, однако затем Конституционный суд, рассмотрев иск националистов об ошибках при подсчёте переходящих голосов, выделил им два дополнительных места. В 2016 году один националист стал независимым депутатом, а один депутат-лейборист перешёл во вновь созданную Демократическую партию. Таким образом, впервые за 50 лет парламент Мальты перестал быть строго двухпартийным (хотя изначально все его действующие члены избраны от одной из двух основных партий). Тем не менее, на последующих выборах ни одной из малых партий по прежнему не удавалось провести своих представителей в парламент.
Резиденцией Палаты представителей до 2015 года являлся Дворец Великого Магистра в Ла-Валлетте, однако в настоящее время она переведена в новое, специально построенное по проекту Ренцо Пьяно здание, в то время как Дворец остался резиденций главы государства.